# Arnold Janssen
Arnold Janssen (ur. 5 listopada 1837 w Goch, zm. 15 stycznia 1909 w Steyl – obecnie dzielnica Venlo) – święty Kościoła katolickiego, założyciel Zgromadzenia Słowa Bożego (werbiści, SVD), Zgromadzenia Misyjnego Służebnic Ducha Świętego (SSpS) i zakonu klauzurowego Sióstr Służebnic Ducha Świętego od Wieczystej Adoracji (SSpSAP), niemiecki działacz kościelny oraz tercjarz dominikański.

## Życiorys
Arnold Janssen urodził się piątego listopada 1837 roku w średniozamożnej religijnej rodzinie. Był on najstarszym synem, który urodził się z małżeństwa Gerharda Johanna Janssena i Anny Kathariny z Wellsenów. Jego rodzina znana była w lokalnej społeczności z wyjątkowej pobożności i religijności. Jego ojciec prowadził odziedziczoną po swym ojcu firmę transportową, a matka zajmowała się domem oraz pracowała w gospodarstwie rolnym. Matka Arnolda zwykła nazywać go zdrobniale Noldi.
Po ukończeniu szkoły podstawowej (1844-1849) rozpoczął naukę w nowo powstałej szkole rektorskiej w Goch, a po roku przeniósł się do gimnazjum w byłym klasztorze augustianów w Gaesdonck. W 1850 roku przystąpił do sakramentu bierzmowania, a pięć lat później zdał egzamin dojrzałości. 
Ze względu na wiek nie został przyjęty do diecezjalnego seminarium duchownego w Münster, rozpoczął więc studia matematyczno-przyrodnicze na Królewskiej Akademii w Münster. Dalsze studia kontynuował w Bonn (od 1857), gdzie zaczął przygotowywać się do kapłaństwa, studiując teologię. Po dwóch latach uzyskał dyplom nauczyciela i przeniósł się do seminarium w Münster.  Święcenia kapłańskie przyjął 15 sierpnia 1861 roku. Podjął pracę jako nauczyciel i wikary w Bocholt, gdzie pracował na stanowisku nauczyciela nauk ścisłych i przyrodniczych. Następnie pełnił funkcję dyrektora diecezjalnego Apostolstwa Modlitwy (1869) i w tym czasie powołał Żywy Różaniec.
Od 1873 roku pracował jako kapelan u Sióstr Urszulanek w Kempen i wydawał miesięcznik Mały Posłaniec Serca Jezusowego – czasopismo poświęcone misjom wewnętrznym i zewnętrznym. Oprócz Małego Posłanca wydawał również Miasto Boże oraz Kalendarz Świętego Michała. 
Po spotkaniu z prefektem apostolskim z Hongkongu, Monsignore Raimondi podjął plan utworzenia zgromadzenia misjonarzy.
Działalność duchownego przypada na drugą połowę XIX wieku, czyli na okres niemieckiego kulturkampfu, podczas którego wielu duchownych było aresztowanych, a część z nich zmuszono do opuszczenia kraju. Wiele kościołów zostało ograbionych i zamkniętych. Skutki tej polityki dotknęły również samego Janssena. W związku z represjami zdecydował się na emigrację. Nabył gospodę w Steyl (Holandia), by utworzyć tam seminarium dla prześladowanych w okresie Kulturkampfu, niemieckich księży. 8 września 1875 roku seminarium zostało poświęcone jako „Dom Misyjny św. Michała Archanioła” (późniejszy dom macierzysty Werbistów). 15 czerwca 1876 roku po podpisaniu Statutu Domu Misyjnego złożył, wraz z Janem Anzerem śluby zakonne - czystości, ubóstwa i posłuszeństwa.
Od 1885 pełnił obowiązki dożywotniego Przełożonego Generalnego Zgromadzenia. Pierwszymi misjonarzami wysłanymi do Chin, tam przygotowanymi do pracy, byli Józef Freinademetz i Jan Baptysta Anzer. 
W czerwcu 1901 Janssen otrzymał krytyczny list od ojca Giera. Treść listu dotyczyła zarówno działalności zgromadzenia jak i prac samego założyciela. Po przeczytaniu listu werbista poważnie podupadł na zdrowiu. Przez długie lata ojciec Janssen chorował na cukrzycę. Trzydziestego października 1908 roku doznał pierwszego ataku apopleksji, co spowodowało utratę czucia w prawej ręce. Zmarł piętnastego stycznia 1909 roku po ciężkiej chorobie, częściowo sparaliżowany.
W maju 1875 założył Zgromadzenie Słowa Bożego (Societas Verbi Divini), przyjmując jako podstawę dla formacji braci Regułę Trzeciego Zakonu św. Dominika, 7 grudnia 1889 założył Zgromadzenie Misyjne Służebnic Ducha Świętego (Servae Spiritus Sancti - SSpS), a 8 grudnia 1896 roku Zgromadzenie Sióstr Służebnic Ducha Świętego od Wieczystej Adoracji (Congregatio Servarum Spiritus Sancti de Adoratione Perpetua - SspSAP). W zgromadzeniu żyje obecnie około 10 tys. misjonarzy, misjonarek i sióstr klauzurowych.
Arnold Janssen został beatyfikowany 19 października 1975 przez papieża Pawła VI a kanonizowany 5 października 2003 (razem z Józefem Freinademetzem) przez Jana Pawła II.
Jego wspomnienie liturgiczne w Kościele katolickim obchodzone jest 15 stycznia.